# Up Out My Face (Remix)
Az Up Out My Face (Remix) Mariah Carey amerikai popénekesnő kislemeze kiadatlan, Angels Advocate című remixalbumáról. A dal eredeti változata az énekesnő tizenkettedik, Memoirs of an Imperfect Angel című stúdióalbumán szerepel. A dalban közreműködik Nicki Minaj amerikai rapper. A dalt 2010. január 26-án küldték el az amerikai rhythmic és urban contemporary rádióadóknak, és a 97. helyen nyitott a Billboard Hot R&B/Hip Hop Songs slágerlistán.
A dal eredeti változatában nem szerepelt vendégelőadó. A remixváltozat 4 perc 27 másodperc hosszú lett Nicki Minaj rapszövege miatt, a videóklipben szereplő változathoz pedig hozzáadták az albumon szereplő Up Out My Face (the Reprise) című számot is, így 5:29 hosszú lett.
Minaj elmondta az MTV Newsnak, hogy nagyon meglepte a felkérés, hogy Careyvel dolgozzon, mert nem számított arra, hogy egy klipben szerepeljen vele, főleg hogy még első albumát sem jelentette meg. Azt is elmondta, hogy együtt dolgoztak a stúdióban, ahol egy nap alatt felvették a remixet, nem külön vették fel a hangját, hogy aztán betegyék a dalba.

## Fogadtatása
Alison Stewart, a Washington Post munkatársa pozitív kritikát adott a dalnak, és megjegyezte: „Az elmúlt hat hónap során Nicki Minaj lett az a lány, akihez fordulhattak az előadók, ha kicsit könnyűvérűvé akarták tenni a dalukat anélkül, hogy saját maguk piszkolnák be a kezüket. Itt egy egyébként egészen udvarias dalt tesz élénkebbé.”
A dal január 28-án debütált a Billboard Hot R&B/Hip Hop Songs slágerlista 97. helyén. Ezzel Carey továbbra is vezet egy rekordot, ugyanis már 21 éve minden évben szerepel dala ezen a listán, amelyen összesen 51 dala szerepelt eddig.

## Videóklip
A dal videóklipjét 2009 decemberében forgatták, együtt a remixalbum második kislemeze, az Angels Cry (Remix) klipjével, melyben Ne-Yo szerepel. Mindkét klip rendezője Carey és férje, Nick Cannon. A két klipet egyszerre mutatta be a VEVO.com 2010. január 27-én. Cannon szerepel is az Up Out My Face (Remix) klipjében, utalva 2002-ben bemutatott Drumline című filmjére. A klipben Carey és Minaj Barbie-babaként láthatóak dobozban, majd ápolónőként. Carey a MTV-nek adott interjújában kijelentette, soha ilyen jól még nem szórakozott klipforgatáson.
Minaj elmondta, hogy Carey attól félt, azt fogják mondani, hogy őt utánozza. „Elmondtam neki, hogy benne mindig megvolt ez a babaszerűség, ezért tökéletesen illik Barbie-hoz, és jól szórakoztunk, csak ez számít.”
Chris Ryan, a MTV News munkatársa ezt mondta a klipről: „Nem akarom megbántani az esendő angyalt [Imperfect Angel; utalás az album címére], de Nicki gyakorlatilag ellopja a rivaldafényt azzal, hogy ápolónő-Barbie-nak öltözik és brit kiejtéssel utalgat Trey Songz LOL Smiley Face-ére.” Shaheem Reid az MTV-től azt mondta, hogy Mariah és Nicki „jól szórakoztak azzal, hogy folyton átöltöztek és játszottak a férfiakkal”, és „a babás ötlet nagyon illik Nicki 'fekete Barbie'-imázsához”.

## Helyezések
A dal 2010. január 28-án debütált a Billboard Hot R&B/Hip Hop Songs slágerlista 97. helyén. Ez Carey 42. dala a listán és karrierjének 21. éve egyhuzamban, amikor van dala ezen a listán.
| Slágerlista (2010)              | Legmagasabb helyezés |
| ------------------------------- | -------------------- |
| Koreai kislemezlista            | 152                  |
| USA Billboard Hot 100           | 100                  |
| USA Billboard R&B/Hip-Hop Songs | 39                   |

## Megjelenési dátumok
| Ország           | Dátum             | Formátum | Kiadó           |
| ---------------- | ----------------- | -------- | --------------- |
| Belgium          | 2010. február 16. | letöltés | Universal Music |
| Finnország       | 2010. február 16. | letöltés | Universal Music |
| Kanada           | 2010. február 16. | letöltés | Universal Music |
| Norvégia         | 2010. február 16. | letöltés | Universal Music |
| Spanyolország    | 2010. február 16. | letöltés | Universal Music |
| Egyesült Államok | 2010. február 16. | letöltés | Island Records  |